# Conus radiatus
Conus radiatus е вид охлюв от семейство Conidae. Видът не е застрашен от изчезване.

## Разпространение
Разпространен е в Папуа Нова Гвинея, Провинции в КНР, Соломонови острови, Тайван, Фиджи и Филипини.